# 谢荒田
谢荒田（？—？），中华人民共和国政治人物，曾任辽宁省革命委员会副主任，辽宁省人民政府副省长，辽宁省人大常委会副主任。